# Natura 2000-område nr. 119 Storelung
Natura 2000-område nr. 119 Storelung ligger nordøst for Nr. Broby på Midtfyn og består af består af Habitatområde nr. H 103. Området har et areal på ca. 27,5 hektar, hvoraf staten ejer 1,3 ha, og det består hovedsagelig af mose.

## Områdebeskrivelse
Storelung er en aktiv/nedbrudt højmose, som ligger omgivet af landbrugsland. Den er præget af
tidligere tørvegravninger, og der ses rester af de gamle tørvegrave og dræningskanaler. Bl.a. løber der en nord-sydgående kanal igennem mosen, og mosen omgives desuden af en ringkanal. Storelung har centralt en stor åben moseflade, og tørvelaget har stedvis en tykkelse på op til 3,5 m.
Mosen indeholder flere plantearter der er sjældne på Fyn
f.eks. hvid næbfrø, liden soldug, rundbladet soldug og rosmarinlyng. Storelung er desuden en vigtig insektlokalitet med forekomst af flere
rødlistede arter fx moseperlemorsommerfugl. Højmosen omgives af sumpskov, der domineres af
dun-birk og grå-pil.
Natura 2000-området består af Habitatområde nr. H103 og
ligger i Faaborg-Midtfyn Kommune i Vandområdedistrikt Jylland og Fyn i vandplanopland Vandplan 1.13 Odense Fjord 
Storelungs 27 hektar blev fredet i 1969